# Ábrego
Ábrego – miasto w Kolumbii, w departamencie Norte de Santander.